# Île de Jintang
L'île de Jintang est une île de l'archipel de Zhoushan dans le nord-est de la province chinoise du Zhejiang. Sa population est de 41 700 individus (valeur 2003).
Deux ponts permettent d'accéder à l'île de Jintang, le pont de Jintang et le pont de Xihoumen.

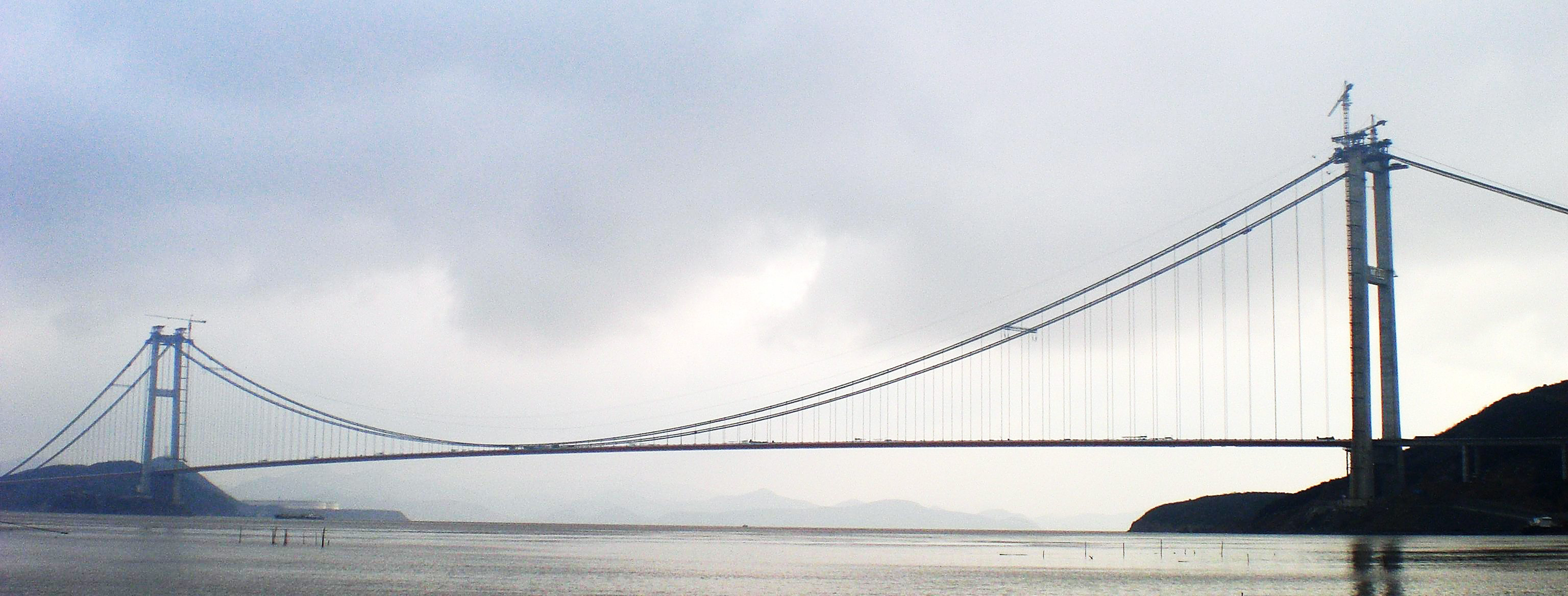
Pont de Xihoumen
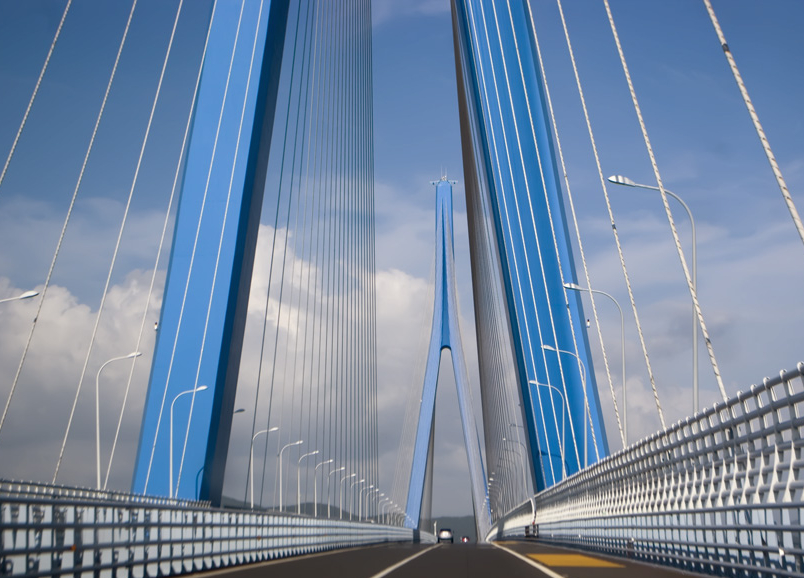
Pont de Jintang